# Стефферс, Отто
Отто Стефферс (англ. Otto Steffers; род. 19 октября 1972, Луисвилл, Кентукки) — американский хоккеист на траве, защитник. Участник летних Олимпийских игр 1996 года, бронзовый призёр Панамериканских игр 1995 года.

## Биография
Отто Стефферс родился 19 октября 1972 года в американском городе Луисвилл.
Провёл детство в Нидерландах, где занимался хоккеем на траве. В 15-летнем возрасте вернулся в США. 
Учился в колледже Голди-Биком в Делавэре.
В 1988—1992 годах выступал за молодёжную сборную США. В 1989—1995 годах постоянно участвовал в американских олимпийских фестивалях, выиграв три золотых медали.
В 1995 году в составе сборной США завоевал бронзовую медаль хоккейного турнира Панамериканских игр в Мар-дель-Плате.
В 1996 году вошёл в состав сборной США по хоккею на траве на летних Олимпийских играх в Атланте, занявшей 12-е место. Играл на позиции защитника, провёл 7 матчей, мячей не забивал.
Впоследствии на общественных началах работал тренером женской команды университета Мэриленда.

## Семья
Дед — Сес Ленхер (1906—1979), нидерландский ватеролист. Участник летних Олимпийских игр 1928 года.